# Mehanicizam
Mehanicizam je filozofska doktrina iz 17. i 18. stoljeća. Po naravi deterministička i fatalistička, naučava da čitav svemir može tretirati poput nekog velikog stroja, a sve vrste kretanja i promjena mogu svesti na mehaničke odnosno da organizam nije ništa drugo nego jedan stroj koji kao navijena ure "ide dok je napeta spirala". Druga teorija o životu organizma jest vitalizam.
Nastala je u vremenima kad su se razvijale egzaktne i prirodne znanosti po modelu mehanike. Ostavio je snažno trag u filozofiji i prirodnim znanostima. Predstavnici ovog smjera su Rene Descartes, Julien Offray de La Mettrie i Pierre-Simon Laplace. Posebni ogranak mehanicizma jest strojna teorija života.